# Давидів
Дави́дів — село в Україні, адміністративний центр Давидівської сільської громади Львівського району Львівської області. Населення становить близько 5000 осіб.

## Історія
Археологи твердять, що Давидів своєю історією сягає в глибину віків, свідченням чого є матеріали археологічних розкопок. Саму ж назву села пов’язують з іменем Давида Ігоровича, правнуком великого князя київського Ярослава Мудрого.
На місці сучасного Давидова знайдено археологічні пам'ятки, які відносяться до пізньоскіфської культури, тож можна стверджувати, що на місці села існувало поселення ще у II столітті до н. е. На території сільради, біля с. Черепин, знайдено поселення з пам'ятками ранньозалізного часу (IX—VII століття до н. е.) і ранньослов'янської черняхівської культури (III—IV століття до н. е.), а також житло давньоруського часу (XII—XIII століття до н. е.).
Існує думка, що Давидів був заснований у XII столітті князем Давидом Ігоровичем і заселений полоненими половцями. У другій половині XIII століття Давидів був зруйнований татарськими військами Бурундая. Село відродилося лише у XIV столітті після завоювання поляками Львова[джерело?].
Перша письмова згадка про Давидів, яка дійшла до нас припадає на 20 березня 1355 р.: це акт про надання села польським королем Казимиром III  шляхтичу Григорію Тимшицю (чи Григорію Темнишу) зі Шлезька (тобто Сілезії)[джерело?]. Його нащадки, які почали підписуватися «з Давидова», а потім — Давидовськими — успадкували дідівщину. Згадується також про те, що село стояло при давній дорозі з Галича до Львова.
Дідич Осташко з Давидова:
- 1415 року — отримав привілей короля Владислава II Ягайла щодо переведення Давидова на магдебурзьке право.
- у 1439 році фундував парафіяльний костел святого Станіслава в селі[6].

З подальшої історії видно, що Давидів та його околиці неодноразово переходили з рук в руки різних феодалів. Село було заселено досить густо, а на територію Давидова було переселено чимало поляків. Під 1649 роком зазначається, що Давидів був вже власністю львівського католицького монастиря домініканців.
Після поділу Речі Посполитої і переходу Галичини до складу Австрійської імперії (друга половина XVIII століття) починається наступний етап в історії розвитку села. 1845 року в селі була відкрита початкова однокласна школа. У 1848 році в Давидові, як і по всій Галичині було скасовано панщину. 1897 року під час виборів до австрійського парламенту повстали селяни Давидова проти місцевої влади. Бунт було придушено лише з допомогою регулярних військ.
У XIX столітті громада Давидова мала власну печатку з гербом: у полі печатки — хорт зі свічкою в пащі, який лежить на книзі (герб домініканського ордену), над ним — герб «Одровонж» (стріла з роздвоєним оперенням), а також держава і потир.
Жителі Давидова брали участь у боях першої світової війни, а також у національно-визвольних змаганнях українців у 1918—1921 роках.
За даними Володимира Щуровського, у Давидові під час українсько-польської війни діяв госпіталь УГА, комендантами якого були доктори Яцик Тадей, Гнідий Кость.

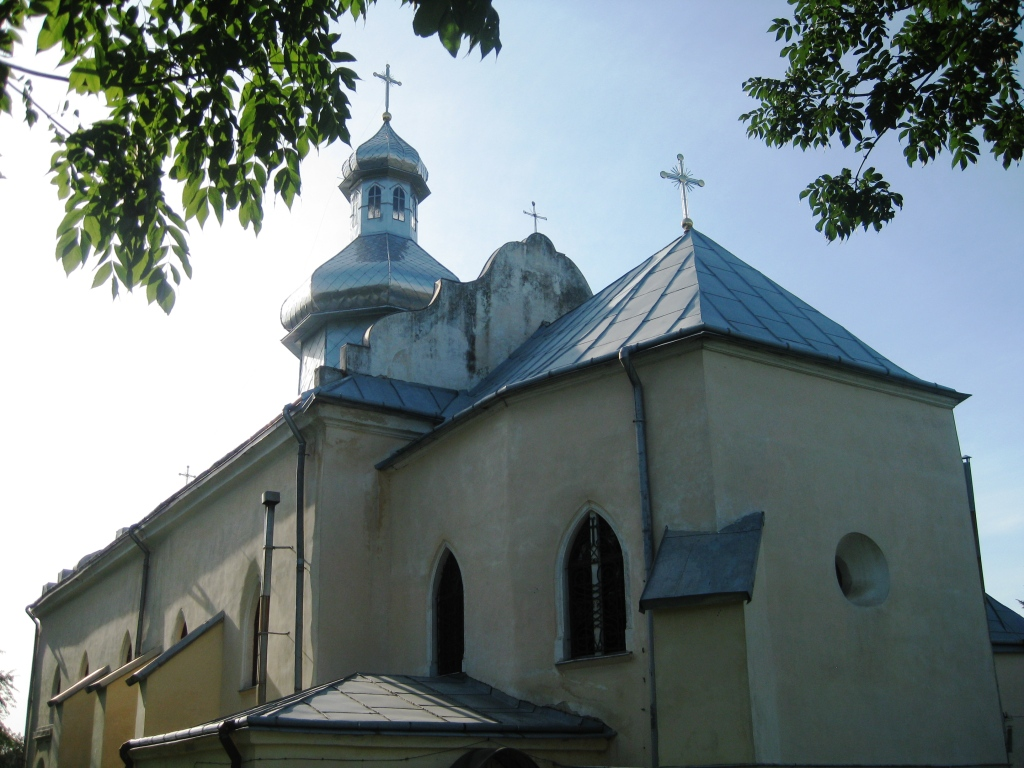
Греко-католицький храм Різдва Пресвятої Богородиці в селі Давидів

У першій половині XX століття у Давидові, як деяких інших селах Галичини, переважало польське населення, лише 30 сімей у селі були українськими. У 1933 році жителі села на заклик священиків збирали гроші для голодуючих східних областей України.
До 1939 року село було заселене приблизно 90% поляками і 10% українцями.[джерело?]
У 1947 році закінчилося сумнозвісне «добровільне» переселення, згідно з домовленістю між урядом Польської республіки та СРСР від 9 вересня 1944 року. Громадяни польської національності, які проживали в Давидові, виїжджали до Польщі, а звідти прибували українці. До Давидова приїхали люди з Річиці, Терношина, Хотинця, Дев'ятира та інших сіл.
Активно діяли в селі підрозділи УПА. Уряд намагався придушити їхні дії. За фальшивими звинуваченнями було арештовано чимало давидівців. Не оминула давидівців й жорстока хвиля сталінських репресій, що прокотилася українськими землями наприкінці 1940-х— на початку 1950-х років. Чимало жителів села довгі роки змушені були провести у сталінських таборах, у далеких снігах Сибіру та степах Казахстану.
1988 року в Давидові була відкрита школа, яка функціонує донині. Того ж року поблизу школи відкритий пам'ятник Тарасу Шевченку (скульптор Богдан Романець). У 2004 році жителі Давидова активно долучилися до подій Помаранчевої революції. Також у Давидові функціонує єдина в Україні брукована дорога, що сполучає села Давидів та Милятичі.
Досить динамічною є новітня історія села:
- активна участь жителів села у Помаранчевій революції та Революції Гідності;
- будівництво бруківкової дороги Давидів-Милятичі;

-      введення в дію нового приміщення амбулаторії сімейної медицини;
- введення в дію нового приміщення сільської ради та народного дому;
- введення в дію басейну дитячої юнацької спортивної школи «Тризуб плюс» (Басейн ДЮСШ «Тризуб плюс» зведено у 1989 році. Тривалий час басейн перебував у  незадовільному технічному стані, комунікації будівлі застаріли та не могли експлуатуватися без проведення реконструкції)[9].

22 серпня 2016 року створена Давидівська об'єднана територіальна громада, що була першою ОТГ в тодішньому Пустомитівському районі Львівської області. Ініціаторами створення громади стали голови Давидівської, Пасіки-Зубрицької, Винничківської, Кротошинської та Чишківської сільських рад. 
18 грудня 2016 року відбулися вибори голови Давидівської сільської  об’єднаної територіальної громади.
12 червня 2020 року, розпорядженням Кабінету Міністрів України затверджено склад ело Давидівської сільської  громади, до якої увійшли  12 сіл.

## Герб
На лазуровому щиті золота фігура гусляра, супроводжувана у верхніх кутах щита двома золотими восьмикінечними зірками. Щит обрамований золотим декоративним картушем та увінчаний золотою сільською короною.

## Населення
За даними Всеукраїнського перепису населення 2001 року, у селі мешкало 5160 осіб, нині мешкає 4557 осіб. Мовний склад населення був таким:
| Мова       | Кількість | Відсоток |
| ---------- | --------- | -------- |
| українська | 4543      | 99.69%   |
| російська  | 14        | 0.31%    |
| Усього     | 4557      | 100%     |

## Інфраструктура
В Давидові працює амбулаторія загальної практики сімейної медицини, 10 крамниць, 3 аптеки[джерело?], школа, сучасний дім культури.

## Церкви
Загалом у Давидові основними є дві церкви. Це церква Святих Верховноапостольних Петра і Павла, яка належить православній громаді і церква Різдва Пресвятої Богородиці, яка належить до греко-католицької парафії. Окрім цих двох храмів, колись діяла церква Святого Миколая Чудотворця, яка функціонувала під час будівництва більшої православної святині. Також ще є церква Святого Дмитрія, яка була споруджена ще 1878 року.

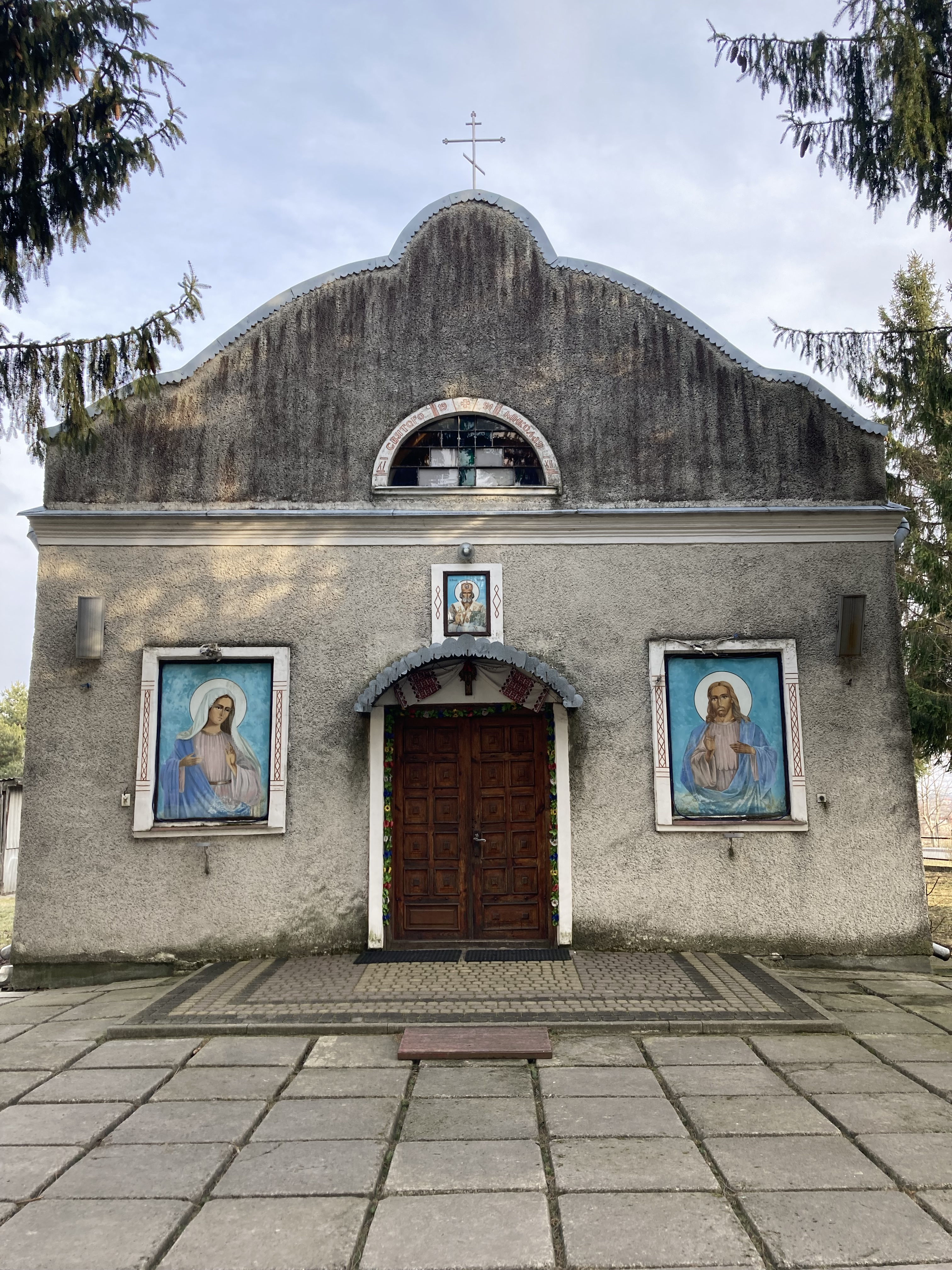
Церква Святого Миколая
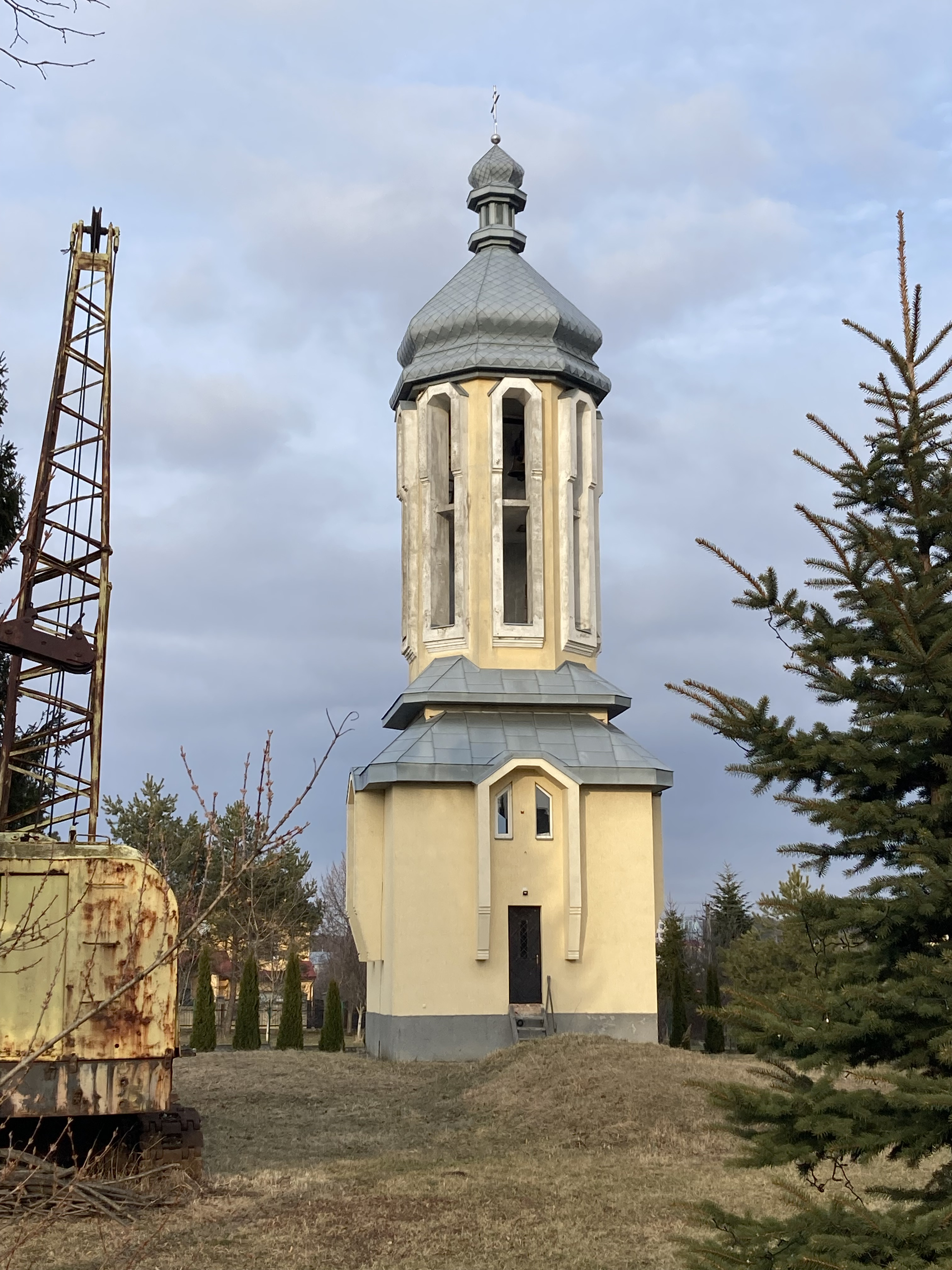
Дзвіниця поблизу православної церкви
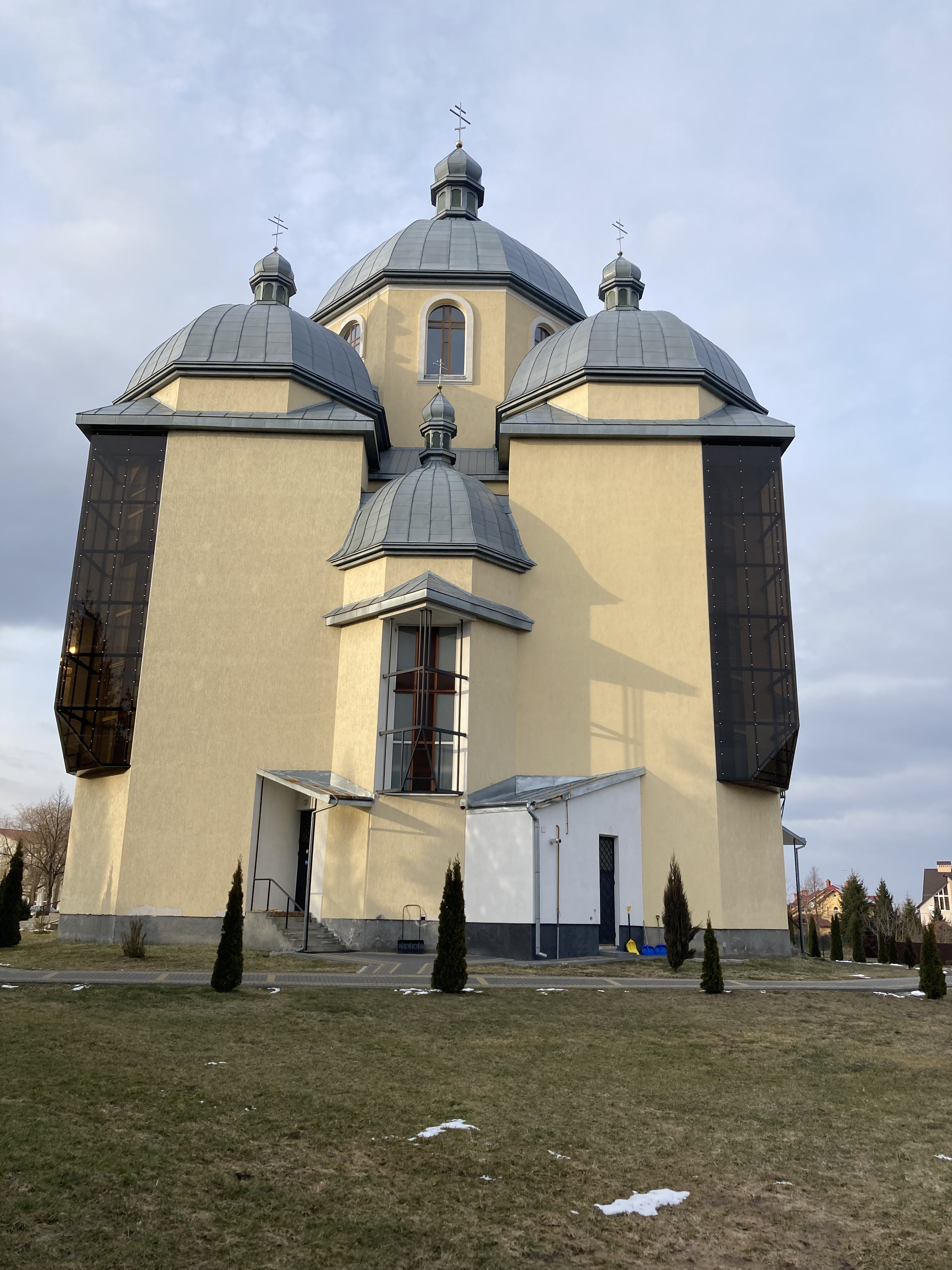
Православна церква Святих Верховноапостольних Петра і Павла
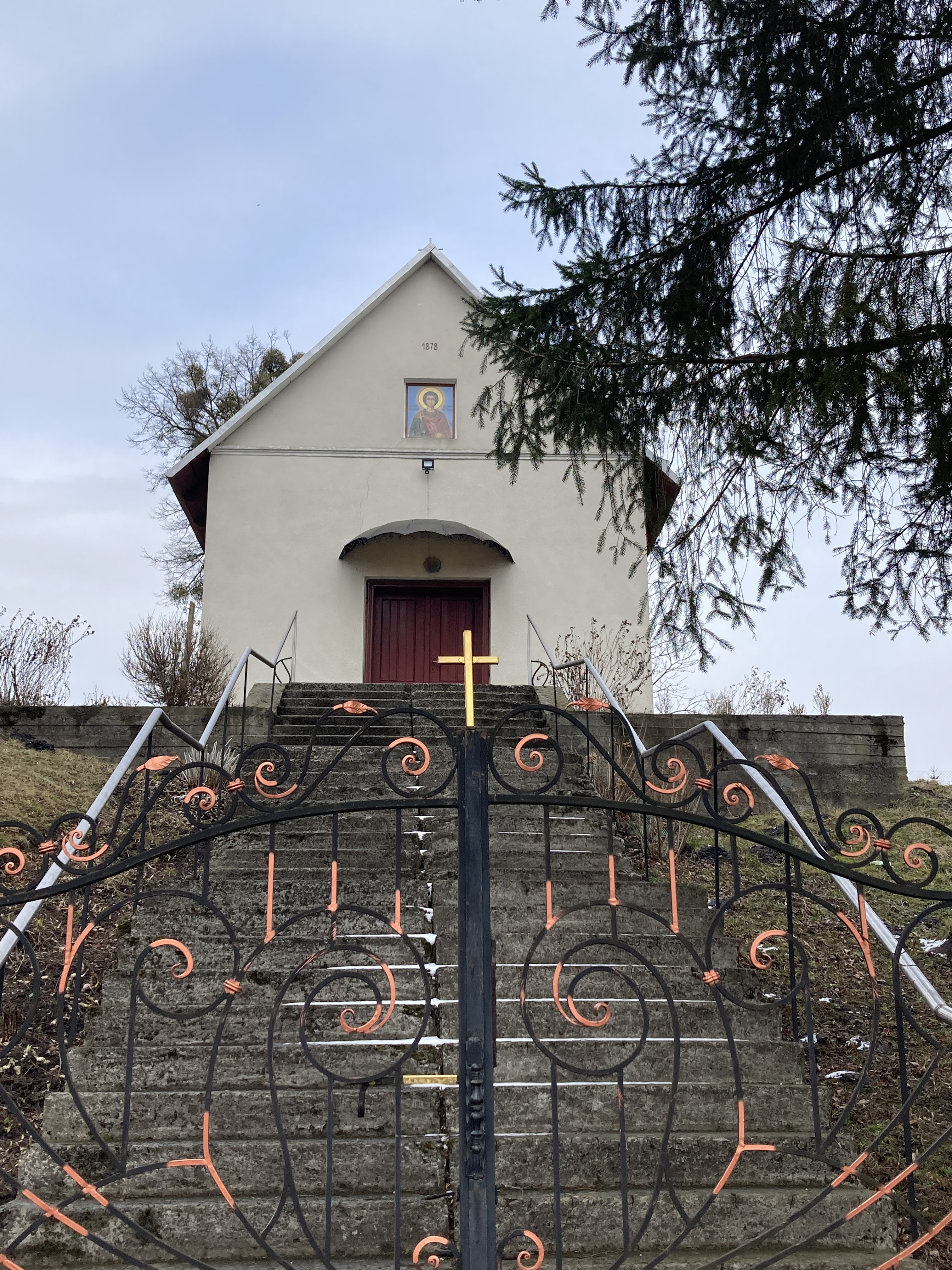
Церква Святого Великомученика Дмитрія

## Відомі особи
- Корнель Уєйський — польський поет, драматург, публіцист; мешкав у Давидові у 1839—1841 роках.
- Ернест Теодор Брайтер — польський, український публіцист і політик у Галичині, діяч ЗУНР, уродженець села[12].
- Крет Зіновій Миколайович (нар. 1959) — український диригент, композитор і педагог. Народний артист України; уродженець села.